# Francesco Feo
Francesco Feo (Nápoles, Reino de Nápoles, 1691 - ib., 28 de enero de 1761) fue un compositor italiano, miembro de la escuela napolitana.

## Biografía
En 1704 comenzó los estudios musicales en el conservatorio de Santa María della Pietà de Nápoles. En 1713 alcanzó una gran fama con la ópera L'amor tirannico. Fue profesor del conservatorio de San Onofrio (1723-1739) y el de los Poveri di Gesù Cristo (1739-43). Autor de música escénica, como las serenatas Oreste y Il Polinice, estrenadas en Madrid en 1738, la ópera Arsace (1741), oratorios (San Giovanni, 1715), etc. Abrió una escuela de canto que influyó sobre el estilo operístico de la época.

## Obras

### Óperas
- L'amor tirannico, ossia Zenobia (dramma per musica, libreto de Domenico Lalli, 1713, Nápoles)
- La forza della virtù (commedia per musica, libreto de Francesco Antonio Tullio, 1719, Nápoles)
- Teuzzone (dramma, libreto de Apostolo Zeno, 1720, Nápoles)
- Siface, re di Numidia (dramma, libreto de Pietro Metastasio, basato su La forza della virtù di D. David, 1723, Nápoles)
- Don Chisciotte della Mancha e Coriandolo speciale (intermezzo, 1726, Roma)
- Ipermestra (opera seria, libreto de Antonio Salvi, 1728, Roma)
- Arianna (Arianna e Teseo) (opera seria, libreto de Pietro Pariati, 1728, Turín)
- Il Tamese (Arsilda Regina di Ponto) (opera seria, libreto de Domenico Lalli, 1729, Nápoles)
- Andromaca (opera seria, libreto de Apostolo Zeno, 1730, Roma)
- L'Issipile (opera seria, libreto de Pietro Metastasio, 1733, Turín)
- Oreste (serenata para 5 voces, 1738, Madrid)
- Polinice (serenata para 5 voces, 138, Madrid)
- Arsace (opera seria, libreto de Antonio Salvi, 1740, Turín)

### Sacra
- Passio secundum Joannem.[1]
- Mass. Confitebor a 5.[2]